# منس
مِنِس فرعونی از دوره آغازین دودمانی مصر بود که گمان می‌رود بنیان‌گذار دودمان نخست پادشاهی مصر باستان در ۳۱۵۰ پیش از میلاد باشد.
اینکه منس در اصل چه کسی بوده موضوعی است که هم‌اکنون نیز در میان مصرشناسان بحث می‌شود. گمان غالب بر این است که منس با نارمر یکی بوده و همو بوده که مصر علیا و سفلی را یکپارچه کرده، با این حال احتمال آن نیز هست که منس در واقع هورآها بوده باشد.